# Championnat des moins de 17 ans de la CONMEBOL 1993
Navigation
Paraguay 1991 Pérou 1995
Le Championnat des moins de 17 ans de la CONMEBOL 1993 est la cinquième édition du Championnat des moins de 17 ans de la CONMEBOL qui a eu lieu en Colombie au mois de mai 1993. Ce tournoi sert de qualification pour la Coupe du monde des moins de 17 ans, qui aura lieu au Japon durant l'été 1993 : les 3 premiers de la poule finale seront directement qualifiés pour la phase finale.
Tenant du titre, le Brésil ne parvient pas à se qualifier pour le mondial japonais en terminant à la dernière place de la poule finale. C'est la Colombie qui remporte le titre, en devançant l'autre surprise de la compétition, le Chili. L'Argentine assure le minimum avec une troisième place synonyme de billet pour le tournoi mondial.

## Résultats
La confédération sud-américaine ne compte que 10 membres, il n'y a donc pas d'éliminatoires; toutes les sélections participent au premier tour, où elles sont réparties en 2 poules de 5 et s'y rencontrent une fois. À l'issue du premier tour, les 2 premiers de chaque poule se qualifient pour la poule finale où chaque équipe rencontre 1 fois chacun de ses adversaires. Le premier du classement final est déclaré champion d'Amérique du Sud.

### Premier tour

#### Poule 1
| Rang | Équipe    | Pts | J | G | N | P | Bp | Bc | Diff |  | Résultats (▼ dom., ► ext.) |  |     |     |     |     |
| ---- | --------- | --- | - | - | - | - | -- | -- | ---- |  | -------------------------- |  | --- | --- | --- | --- |
| 1    | Colombie  | 8   | 4 | 4 | 0 | 0 | 10 | 1  | +9   |  | Colombie                   |  | 2-0 | 2-0 | 4-1 | 2-0 |
| 2    | Argentine | 6   | 4 | 3 | 0 | 1 | 8  | 2  | +6   |  | Argentine                  |  |     | 3-0 | 2-0 | 3-0 |
| 3    | Pérou     | 3   | 4 | 1 | 1 | 2 | 3  | 7  | -4   |  | Pérou                      |  |     |     | 2-1 | 1-1 |
| 4    | Équateur  | 2   | 4 | 1 | 0 | 3 | 4  | 9  | -5   |  | Équateur                   |  |     |     |     | 2-1 |
| 5    | Venezuela | 1   | 4 | 0 | 1 | 3 | 2  | 8  | -6   |  | Venezuela                  |  |     |     |     |     |

#### Poule 2
| Rang | Équipe   | Pts | J | G | N | P | Bp | Bc | Diff |  | Résultats (▼ dom., ► ext.) |  |     |     |     |     |
| ---- | -------- | --- | - | - | - | - | -- | -- | ---- |  | -------------------------- |  | --- | --- | --- | --- |
| 1    | Brésil   | 8   | 4 | 4 | 0 | 0 | 8  | 3  | +5   |  | Brésil                     |  | 3-2 | 2-1 | 1-0 | 2-0 |
| 2    | Chili    | 4   | 4 | 2 | 0 | 2 | 15 | 8  | +7   |  | Chili                      |  |     | 0-3 | 5-2 | 8-0 |
| 3    | Uruguay  | 4   | 4 | 2 | 0 | 2 | 10 | 3  | +7   |  | Uruguay                    |  |     |     | 0-1 | 6-0 |
| 4    | Paraguay | 4   | 4 | 2 | 0 | 2 | 7  | 6  | +1   |  | Paraguay                   |  |     |     |     | 4-0 |
| 5    | Bolivie  | 0   | 4 | 0 | 0 | 4 | 0  | 20 | -20  |  | Bolivie                    |  |     |     |     |     |

### Poule finale
|   | Équipe    | Pts | J | G | N | P | BP | BC | Diff |
| - | --------- | --- | - | - | - | - | -- | -- | ---- |
| 1 | Colombie  | 4   | 3 | 1 | 2 | 0 | 4  | 3  | +1   |
| 2 | Chili     | 3   | 3 | 0 | 3 | 0 | 5  | 5  | 0    |
| 3 | Argentine | 3   | 3 | 1 | 1 | 1 | 4  | 4  | 0    |
| 4 | Brésil    | 2   | 3 | 0 | 2 | 1 | 5  | 6  | -1   |

|  | Colombie  | 1 | 1 | Chili     |
|  | Argentine | 2 | 1 | Brésil    |
|  | Brésil    | 2 | 2 | Chili     |
|  | Colombie  | 1 | 0 | Argentine |
|  | Chili     | 2 | 2 | Argentine |
|  | Colombie  | 2 | 2 | Brésil    |

### Équipes qualifiées pour la Coupe du monde
Les sélections qualifiées pour la prochaine Coupe du monde sont :
- Colombie
- Chili
- Argentine

### Meilleurs buteurs
8 buts :
- Ronaldo

## Sources et liens externes